# BaFin

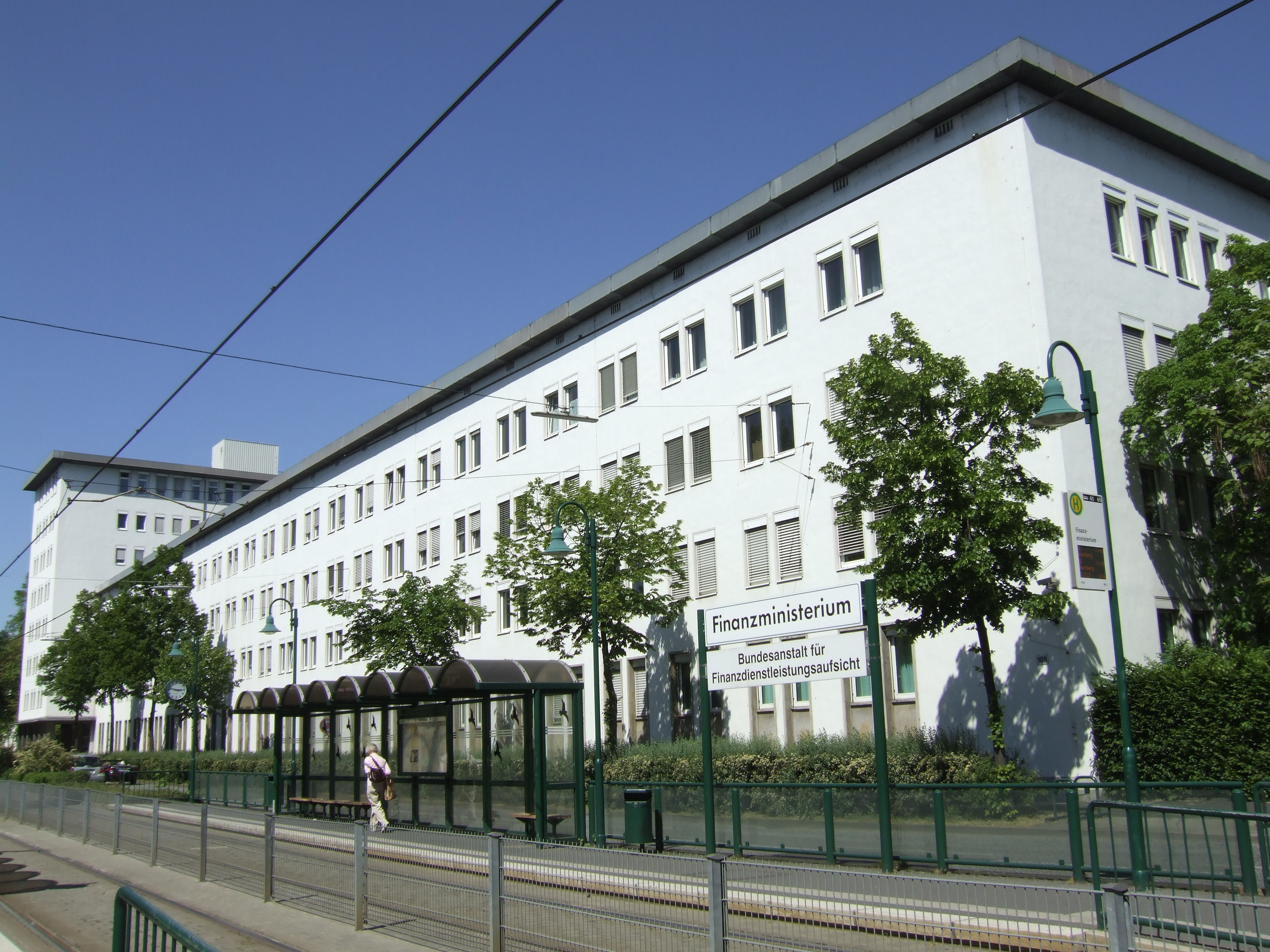
Kantoor van BaFin in Bonn

De BaFin is de Duitse toezichthouder voor de financiële markten. Voluit staat de afkorting van de toezichthouder voor Bundesanstalt für Finanzdienstleistungsaufsicht.
De BaFin is een onafhankelijke federale instelling met kantoren in Bonn en Frankfurt en valt onder het Duitse ministerie van Financiën. Het houdt toezicht op 2700 banken, 800 financiële dienstverleners en meer dan 700 verzekeraars. Ook de beurshandel valt onder het toezicht.
Het Nederlandse equivalent van deze toezichthouder is de Autoriteit Financiële Markten, kortweg de AFM.